# Аахенський договір
Аахенський договір, офіційно Договір про франко-німецьку співпрацю та інтеграцію (нім. Aachener Vertrag, Vertrag von Aachen, фр. Traité d'Aix-la-Chapelle) — двостороння угода між Федеративною Республікою Німеччина та Французькою Республікою, яка набула чинності 22 січня 2020 року, через рік після її підписання. Договір був підписаний федеральним канцлером Ангелою Меркель і президентом Емманюелем Макроном у залі коронації ратуші Аахена 22 січня 2019 року.

## Історія
Пропозицію щодо поновлення Єлисейського договору вперше зробив Еммануель Макрон 26 вересня 2017 року у своїй промові в Сорбонні. На 55-й річниці Єлисейського договору і Макрон, і Ангела Меркель знову висловилися щодо поглиблення співпраці в бізнесі, суспільстві, політиці та технологіях.
Коронаційний зал історичної ратуші Аахена був обраний для підписання нового договору президентом Макроном і канцлером Меркель у Франко-німецький день (22 січня 2019 року), 56-ту річницю Єлисейського договору, оскільки Аахен, є головною резиденцією Карла Великого, що є частиною спільної історії обох держав.
Окрім Макрона та Меркель, церемонію відвідали також інші високопоставлені політики, зокрема: Клаус Йоганніс (Президент Румунії, яка головувала в Раді Європейського Союзу в першій половині 2019 року), Жан-Клод Юнкер (Президент Європейської комісії), Дональд Туск (Голова Європейської ради) та Армін Лашет (Міністр-президент Північної Рейн-Вестфалії).

## Зміст договору
Аахенський договір складається з 28 статей. Шість основних розділів договору позначені:
1. Європейські справи
2. Мир, безпека та розвиток
3. Культура, освіта, дослідження та мобільність
4. Регіональне та транснаціональне співробітництво
5. Сталий розвиток, клімат, навколишнє середовище та економічні питання
6. Організація

Серед інших тем, метою договору є зміцнення культурного розмаїття (§ 9), а також узгодження інтересів безпеки обох країн. Goethe-Institut та Французький інститут планують спільно відкрити культурні заклади в Ербілі, Бішкеку, Ріо-де-Жанейро та Палермо на основі Аахенської угоди.
Крім того, угода спрямована на активізацію співпраці в оборонній політиці обох країн, включаючи взаємну допомогу в потенційних кризових ситуаціях.
Договір став поштовхом для формування франко-німецької парламентської асамблеї.

## Критика
З моменту створення Договору було почуто кілька критичних зауважень:
- Партія «Національне об'єднання»: Марін Ле Пен заявила, що Аахенський договір передасть Ельзас Німеччині, натомість Франція розділить з Німеччиною своє місце в Раді безпеки ООН.[9] Ці заяви спростували в Єлисейському палаці[10] та газетах Le Monde[11] і La Croix.[12]